# Sandra Eleta
Sandra Eleta (4 de septiembre de 1942) es una fotógrafa panameña, reconocida por reivindicar la mirada artística hacia la cotidianidad en los pueblos de origen afrocolonial e indígena de la zona atlántica de la República de Panamá.

## Trayectoria
Su padre fue el reconocido compositor y empresario panameño Carlos Eleta Almarán (autor de canciones clásicas como "Historia de un amor" y "La aparición").
Estudió historia del arte en el Finch College de Nueva York y durante sus estudios se interesó por la fotografía por lo que se matriculó en un curso en el Centro internacional de Fotografía (ICP). Su formación continuó al trabajar junto con los fotógrafos Ken Heyman y George Tyce. También realizó estudios de investigación social en la New School of Social Research de Nueva York.
Realizó sus primeros trabajos fotográficos durante la década de 1960 en una cooperativa de fotógrafos de diversas nacionalidades que se encargaban de realizar reportajes sobre diversos temas en sus respectivos países. En los años 1972 y 1973 impartió clases de fotografía en la Universidad de Costa Rica, hasta que en 1974 se trasladó a Panamá y decidió alternar su residencia entre la capital y la ciudad caribeña de  Portobelo y dedicarse a trabajar de modo independiente en fotografía. Un trabajo destacado sobre Ernesto Cardenal titulado Solentiname lo publicó con Gloria Guardia.

## Principales obras
- Portobelo (1980) está considerado su trabajo más conocido. Este diaporama fue realizado entre 1977 y 1980 y consiste en un ensayo fotográfico y antropológico sobre la vida en la ciudad de Portobelo. Bajo el mismo título, Eleta publicó un libro de fotografías de la ciudad, con  textos de la fotógrafa guatemalteca María Cristina Orive y los escritores panameños Edgar Soberón Torchia y Edison Simons.

- Sirenata en B (1985) es un diaporama presentado con 9 proyectores de diapositivas sincronizados, relata los sueños de un conductor de autobús en la Ciudad de Panamá. La veloz proyección secuencial de las fotografías en color va creando un lienzo animado cuadro a cuadro, que da fe de la variedad de aspectos que conformaron la subcultura creada alrededor de los 'diablos rojos', nombre con el que se conocían a los autobuses escolares que se usan aún como medio de transporte público. "Sirenata en B" fue coescrito y codirigido con Soberón Torchia y contó con la asesoría técnica del japonés Toshi Sakai. La obra fue galardonada con los premios Crystal Appel y MILK (Moment of Intimacy, Laughter and Kinship) en 2001.

- El imperio nos visita nuevamente (1990) es un docudrama que se adscribe a la categoría de cine de autor y constituye la confirmación de Sandra Eleta como directora y realizadora audiovisual. El argumento de "El imperio nos visita nuevamente" tiene su base en la similitud entre las crónicas de la invasión española del siglo XVI y los testimonios de la población sobreviviente a la invasión norteamericana de 1989. Fue el primer trabajo hecho por cineasta panameño alguno sobre este dramático suceso.

- Abya Yala (1992) es su tercer diaporama, presentado en EXPO Sevilla 92 en colaboración con Sakai, durante las celebraciones del Quinto Centenario del arribo de naves españolas al continente americano.

Sandra Eleta también ha realizado exposiciones en numerosos países y parte de su obra se encuentra en colecciones de diversos museos como el museo de Arte y Diseño Contemporáneo de San José de Costa Rica o el museo de Arte Contemporáneo de Panamá.
Junto a su casa en Portobelo, Eleta fundó el Taller Portobelo, el cual se convirtió en un lugar de encuentro de artistas plásticos, diseñadores, músicos, bailarines y teatreros, que tienen ocasión de compartir experiencias, exponer trabajos y realizar presentaciones.
El libro Sandra Eleta, El entorno invisible de Mónica E. Kupfer  y editado por Editorial RM y la Fundación Casa Santa Ana, presenta a través de 78 fotografías la trayectoria de un trabajo de más de 40 años de la fotógrafa panameña. Este libro incluye una serie de fotografías inéditas sobre las comunidades indígenas, Guna Yala, en las islas de San Blas.
En 2022, durante la celebración de la sexta edición del Festival Internacional de Cine de Derechos Humanos de Panamá - BannabáFest, Sandra Eleta fue condecorada por el Ministerio de Cultura de Panamá como una de los "Pioneros del Cine Panameño", por sus aportes a la evolución historiográfica y testimonial del campo audiovisual del país. Además se exhibió la copia digital de Sirenata en B, restaurado en Nueva York por Toshi Sakai.